# 말린 크레핀
말린 크레핀(Malin Crépin, 1978년 8월 22일 ~ )은 스웨덴의 배우이다.

## 출연 작품
- 사미 블러드 (2016)
- 나일론 (2015)
- 노벨스 라스트 윌 (2012)
- 코르넬리스 (2010)
- 인 유어 베인스 (2009)